# NGC 2333
NGC 2333 je galaksija u zviježđu Blizancima.

## Vanjske poveznice
- SEDS: NGC 2333